# Unsuk Chin
Unsuk Chin (født 1961 i Seoul) er en koreansk komponist.
Hun studerede klaver og komposition hos Sukhi Kang ved Seouls Universitet og sidenhen fra 1985 i Hamborg hos György Ligeti. Hun fik sit gennembrud 1994 med værket 'Akrostichon-Wortspiel' for sopran og ensemble som eksperimenterer med sprog og musik. 
Hun vandt i 1985 den Internationale Gaudeamus konkurrence for komponister og modtog i 2004 en Grawemeyer Award for sin violinkoncert.